# Rescue (canción de KAT-TUN)
«Rescue» es el décimo sencillo de la boy band japonesa KAT-TUN y cuarto sencillo para el álbum de estudio Break the Records -by you & for you-. Fue lanzado el 11 de marzo de 2009 y se convirtió en el décimo número uno consecutivo del grupo en las listas de Oricon diarios y semanales junto con NEWS para la segunda racha más larga de singles número uno desde su debut en la historia de la música japonesa.

## Información del sencillo
El sencillo fue lanzado en 3 ediciones una first press edición limitada que incluye un DVD con el video musical y un extra ocon la realización del video, una first press edición normal que incluye una pista adicional y un edición normal con las versiones instrumentales del lado A y la canción del lado B "7 Days Battle".
"Rescue" es el tema musical para el drama Rescue -Tokubetsu Kodo Kyujotai- de un miembro de KAT-TUN Yuichi Nakamaru, que salió al aire en TBS el 24 de enero de 2009.
El sencillo vendió 322.597 copias en su primera semana de lanzamiento y fue certificado con el estado de "Platinum" por la RIAJ por el envío de 250.000 copias.

## Ventas

### Oricon sales chart (Japón)
| Lanzamiento         | Lista                        | Posición Máxima | Ventas Totaler |
| ------------------- | ---------------------------- | --------------- | -------------- |
| 11 de marzo de 2009 | Oricon Daily Singles Chart   | #1              | 143.941        |
| 18 de marzo de 2009 | Oricon Weekly Singles Chart  | #1              | 322.597        |
| Marzo de 2009       | Oricon Monthly Singles Chart | #2              | 349.987        |
| Diciembre de 2009   | Oricon Yearly Singles Chart  | #7              | 377.097        |

Ventas totales hasta ahora - 377.097*

## Lista de pistas
- Edición Normal

| N.º | Título | Escritor(es) | Duración |  |

- First Press Edición Normal

| N.º | Título | Duración |  |

- First Press Edición Limitada

| N.º | Título | Escritor(es) | Duración |  |